# Otto Sebastian von Unge
Otto Sebastian von Unge, född 15 augusti 1797 i Säby, Västmanlands län, död 14 maj 1849 i Kolbäck, Västmanlands län, var en svensk kapten, skriftställare och målare.
Han var son till sekundadjutanten Fredrik Otto von Unge och Abrahamina Hülphers och från 1832 gift med Christina Elisabet Wesström. Han blev student vid Uppsala universitet 1811 och rustmästare vid Livregementets grenadjärkår 1814. Han ansökte och beviljades kaptens avsked 1826 och var därefter verksam som lantbrukare. Vid sidan av lantbruket var han verksam som skriftställare och målare. Han utgav flera reseskildringar som han själv illustrerade. Han medverkade med oljemålningar i Konstakademiens utställning 1829. Bland hans böcker kan nämnas Vandring genom Dalarne som utgavs i två upplagor samt Promenader inom fäderneslandet. von Unge är representerad vid Uppsala universitetsbibliotek, Västerås konstförenings galleri och Jernkontorets samlingar i Stockholm.